# PAN (weekblad)
PAN is een Brussels satirisch tijdschrift. Het Franstalige blad verschijnt wekelijks, en wordt beschouwd als rechts-conservatief.

## Geschiedenis
De eerste editie verscheen in 1945 met de Franse Canard enchaîné als inspiratie. De medestichters waren drie liedjesschrijvers en komieken, Léo Campion, Marcel Antoine en Jean Leo,  die alle drie zowel directeurs als redacteurs werden.
Drie jaar later werd de krant voor één frank door Graf Ivan du Monceau de Bergendal en Jacques Gevers gekocht, die nog in 1961 de voornaamste vennoten waren van de in 1954 gestichte bvba. Du Monceau was een voormalige substituut procureur des Konings die tijdens de naoorlogse epuratie geschorst en vervolgens ontslagen werd.
In 1988 werd het weekblad door zakenman Stéphan Jourdain gekocht. Twee jaar later vertrokken twee van de medestichters, Henri Vellut en Paul Jamin ("Alidor") die een nieuwe concurrerende krant stichtten, Père Ubu (een personage in een Franse toneelstuk). In 2010 werd PAN door Père Ubu gekocht, na een eerste poging in 2008, en na de fusie werd de titel Ubu-PAN. Dan, in 2017, werd het opnieuw PAN.

## Politieke standpunten
Aanvankelijk was de Franse Canard enchaîné de inspiratie van de medestichters van PAN, maar na de aankoop  door du Monceau nam de krant een nogal rechtse koers. Hij recruteerde onder andere medewerkers die ooit voor collaboratie ter dood werden veroordeeld, zoals Paul Jamin (onder de pseudoniem "Alidor"), vanaf 1952 tot zijn overstap naar Père Ubu in 1990, en Robert Poulet ("Pangloss"), ook medewerker van de Franse extreemrechtse en negationistische tijdschrift Rivarol (fr), vanaf 1957 tot zijn dood in 1989.
In een publicatie van de Centre de recherche et d'information socio-politiques (CRISP) in 1961 werd PAN met 't Pallieterke vergeleken. De auteur stelde vast dat "Als men zich zou baseren op de sociale en politieke achtergrond van PAN's redacteuren of op de publicaties waaraan PAN's hoofdredacteuren regelmatig bijdragen, zou men deze krant heel duidelijk rechts moeten plaatsen, of zelfs extreem rechts.". De bovenvermelde publicaties waren onder andere Europe magazine (fr). Nochtans preciseerde hij dat het inhoud van de krant grote verschillen met de posities van de toenmalige rechts en van de "conservatieve media" toonde.
In 2017 schreef Christian Laporte (fr) in het dagblad La Libre Belgique dat ""Pan" heeft lange tijd gekozen voor rechtse ideeën, soms zeer conservatief zo niet extremistisch.".
Tijdens de Ubu-PAN periode (2010-2017) "bleef de krant afdrijven naar misselijkmakende gebieden ["des zones nauséabondes"], met de PS en de islam in het vizier", aldus de economische krant L'Écho in 2017. Zelfs de nieuwe eigenaar, de ondernemer John-Alexander Bogaerts, zoon van de voormalige eigenaar en hoofdredacteur Rudy Bogaerts, verklaarde toen dat hij "er nooit in geslaagd [is] Ubu Pan te ontdoen van dit extreemrechtse anti-PS en anti-immigranten imago".

## Hoofdredacteurs

### PAN en Ubu-PAN
- 1952-1990: Henri Vellut[5]
- 1995 - november 2003: André Gilain[8], maar volgens verscheidene bronnen was vanaf februari 1995 tot een onbepaalde datum Paul Vanden Boeynants de hoofdredacteur (of directeur), vanuit zijn villa in Knokke[9]
- 2003-2010: Nicolas Crousse[3]
- 2010-2017: John-Alexander Bogaerts
- 15 april 2017 - 25 november 2017: Marcel Sel[2]
- 25 november 2017 - 1 februari 2023: Pierre-Henri De Vigne
- 1 februari 2023 - : Alessandra D’Angelo[10], voormalige parlementaire attaché van Laurent Louis en voormalige ondervoorzitter van zijn Mouvement pour la Liberté et la Démocratie[11]

### Père Ubu
- 1990-2006: Henri Vellut
- 2006-2007: Rudy Bogaerts
- 2008-2010: John-Alexander Bogaerts

## Eigenaren
- 1945-1948: Léo Campion, Marcel Antoine en Jean-Léo (medestichters)[5]
- 1948-1988: Ivan du Monceau de Bergendal en, vanaf 1948 tot een onbepaalde datum, Jacques Gevers[5][3][4]
- 1988- : Stéphan Jourdain en Étienne De Woot
- 2002-2010: Dominique Janne
- 2010- : John-Alexander Bogaerts, voor 50% met Arnaud van Doosselaere en vanaf 2022 met François Fornieri[12]